# Eric Leckner
Eric Charles Leckner (Inglewood, California, 27 de mayo de 1966) es un exjugador de baloncesto estadounidense que jugó durante 8 temporadas en la NBA, además de hacerlo en la liga italiana, en la liga griega y en la liga argentina. Con 2,11 metros de altura, lo hacía en la posición de pívot.

## Trayectoria deportiva

### Universidad
Jugó durante cuatro temporadas con los Cowboys de la Universidad de Wyoming, en las que promedió 14,8 puntos y 5,9 rebotes por partido. Jugó un papel fundamental en 1986, cuando el equipo llegó a la final del NIT. Fue elegido en dos ocasiones en el mejor quinteto de la Western Athletic Conference y figura en la actualidad como tercer mejor anotador de la historia de los Cowboys, solo por detrás de Fennis Dembo y Flynn Robinson y como segundo mejor taponador por detrás de Theo Ratliff.

### Profesional
Fue elegido en la decimoséptima posición del Draft de la NBA de 1988 por Utah Jazz, donde jugó dos temporadas. Antes del comienzo de la temporada 1990-91 fue traspasado a Sacramento Kings en un intercambio de jugadores a tres bandas junto con Washington Bullets en el que también se vieron involucrados Bobby Hansen, Pervis Ellison y Jeff Malone. Tras jugar únicamente 32 partidos en los Kings fue traspasado a Charlotte Hornets a cambio de dos rondas futuras del draft. Tras una temporada y media, siempre como jugador de banquillo, se marcha a jugar a la liga italiana, al Pool Firenze Basket, donde permanece una temporada, en la que promedia 18,9 puntos y 11,6 rebotes por partido.
Regresa a la NBA en la temporada 1993-94 para jugar un año con los Sixers y otros dos con Detroit Pistons, tras los cuales regresa a Europa, fichando por el Peristeri BC, regresando a los pocos meses. En la temporada 1996-97 firma varios contratos temporales de nuevo con los Hornets, con los que únicamente juega un partido, y con Vancouver Grizzlies. Acaba su carrera deportiva jugando media temporada en la liga argentina, en el equipo de Libertad de Sunchales como sustituto de Thomas Jordan.

## Estadísticas de su carrera en la NBA

### Temporada regular
| Temp.   | Edad | Equipo       | Liga | P   | TIT | MIN  | TC  | TCA | %TC  | 3P  | 3PA | %3P  | TL  | TLA | %TL  | R.OF. | R.DEF. | REB | ASIS | ROB | TAP | PER | FP  | PTS |
| 1988-89 | 22   | Utah         | NBA  | 75  | 0   | 10.4 | 1.6 | 2.9 | .545 | 0.0 | 0.0 |      | 1.1 | 1.5 | .699 | 0.6   | 2.0    | 2.7 | 0.2  | 0.1 | 0.3 | 0.9 | 2.3 | 4.3 |
| 1989-90 | 23   | Utah         | NBA  | 77  | 0   | 9.9  | 1.6 | 2.9 | .563 | 0.0 | 0.0 |      | 1.1 | 1.4 | .743 | 0.6   | 1.9    | 2.5 | 0.2  | 0.2 | 0.3 | 0.8 | 2.0 | 4.3 |
| 1990-91 | 24   | TOTAL        | NBA  | 72  | 2   | 15.6 | 1.8 | 4.1 | .446 | 0.0 | 0.0 |      | 0.9 | 1.5 | .559 | 1.1   | 3.0    | 4.1 | 0.5  | 0.2 | 0.3 | 1.0 | 2.7 | 4.5 |
| 1990-91 | 24   | Sacramento   | NBA  | 32  | 0   | 11.8 | 1.2 | 3.0 | .406 | 0.0 | 0.0 |      | 0.5 | 0.8 | .593 | 0.8   | 1.9    | 2.7 | 0.6  | 0.1 | 0.3 | 0.8 | 2.2 | 2.9 |
| 1990-91 | 24   | Charlotte    | NBA  | 40  | 2   | 18.6 | 2.3 | 5.0 | .465 | 0.0 | 0.0 |      | 1.2 | 2.1 | .548 | 1.4   | 3.8    | 5.2 | 0.5  | 0.3 | 0.3 | 1.1 | 3.1 | 5.8 |
| 1991-92 | 25   | Charlotte    | NBA  | 59  | 2   | 12.1 | 1.3 | 2.6 | .513 | 0.0 | 0.0 | .000 | 0.6 | 0.9 | .745 | 0.8   | 2.7    | 3.5 | 0.5  | 0.2 | 0.3 | 0.7 | 1.9 | 3.3 |
| 1993-94 | 27   | Philadelphia | NBA  | 71  | 36  | 16.4 | 2.0 | 4.0 | .486 | 0.0 | 0.0 | .000 | 1.2 | 1.8 | .646 | 1.1   | 2.9    | 4.0 | 1.2  | 0.3 | 0.5 | 1.2 | 2.7 | 5.1 |
| 1994-95 | 28   | Detroit      | NBA  | 57  | 11  | 10.9 | 1.5 | 2.9 | .527 | 0.0 | 0.0 | .000 | 0.9 | 1.3 | .708 | 0.8   | 2.2    | 3.1 | 0.2  | 0.3 | 0.3 | 0.7 | 2.1 | 3.9 |
| 1995-96 | 29   | Detroit      | NBA  | 18  | 8   | 8.6  | 1.0 | 1.6 | .621 | 0.0 | 0.0 |      | 0.4 | 0.7 | .615 | 0.4   | 1.4    | 1.9 | 0.1  | 0.1 | 0.2 | 0.6 | 1.7 | 2.4 |
| 1996-97 | 30   | TOTAL        | NBA  | 20  | 1   | 6.3  | 0.7 | 1.7 | .424 | 0.0 | 0.0 |      | 0.3 | 0.6 | .500 | 0.3   | 1.6    | 1.8 | 0.3  | 0.2 | 0.1 | 0.5 | 1.8 | 1.7 |
| 1996-97 | 30   | Charlotte    | NBA  | 1   | 0   | 11.0 | 0.0 | 3.0 | .000 | 0.0 | 0.0 |      | 0.0 | 0.0 |      | 0.0   | 1.0    | 1.0 | 1.0  | 0.0 | 0.0 | 0.0 | 3.0 | 0.0 |
| 1996-97 | 30   | Vancouver    | NBA  | 19  | 1   | 6.1  | 0.7 | 1.6 | .467 | 0.0 | 0.0 |      | 0.3 | 0.6 | .500 | 0.3   | 1.6    | 1.8 | 0.2  | 0.2 | 0.1 | 0.5 | 1.7 | 1.8 |
| Total   |      |              | NBA  | 449 | 60  | 12.1 | 1.6 | 3.1 | .508 | 0.0 | 0.0 | .000 | 0.9 | 1.4 | .669 | 0.8   | 2.4    | 3.2 | 0.5  | 0.2 | 0.3 | 0.9 | 2.3 | 4.1 |

### Playoffs
| Temp.   | Edad | Equipo  | Liga | P | MIN | TCA | TC | 3PA | 3P | TLA | TL | R.OF. | REB | ASIS | ROB | TAP | PER | FP | PTS | %TC  | %3P   | %FT  | MIN | PTS | REB | AST |
| 1988-89 | 22   | Utah    | NBA  | 3 | 10  | 1   | 4  | 0   | 0  | 0   | 0  | 1     | 2   | 0    | 0   | 0   | 3   | 2  | 2   | .250 |       |      | 3.3 | 0.7 | 0.7 | 0.0 |
| 1989-90 | 23   | Utah    | NBA  | 3 | 28  | 6   | 10 | 1   | 1  | 5   | 9  | 2     | 8   | 2    | 0   | 0   | 1   | 8  | 18  | .600 | 1.000 | .556 | 9.3 | 6.0 | 2.7 | 0.7 |
| 1995-96 | 29   | Detroit | NBA  | 1 | 3   | 0   | 0  | 0   | 0  | 0   | 0  | 0     | 0   | 0    | 0   | 0   | 0   | 2  | 0   |      |       |      | 3.0 | 0.0 | 0.0 | 0.0 |
| Total   |      |         | NBA  | 7 | 41  | 7   | 14 | 1   | 1  | 5   | 9  | 3     | 10  | 2    | 0   | 0   | 4   | 12 | 20  | .500 | 1.000 | .556 | 5.9 | 2.9 | 1.4 | 0.3 |